# Mitko Grablew
Mitko Todorow Grablew (bulgarisch Митко Тодоров Гръблев; engl. Transkription Mitko Grablev; * 21. September 1964 in Pasardschik, Bulgarien) ist ein ehemaliger bulgarischer Gewichtheber. Er wurde vor allem durch die Aberkennung seiner Goldmedaille bei den Olympischen Sommerspielen 1988 aufgrund von Doping in der breiten Öffentlichkeit bekannt. Grablew gewann jedoch schon zuvor bei mehreren Großereignissen Medaillen.

## Sportliche Erfolge

### Olympische Sommerspiele
- Goldmedaille im Bantamgewicht aufgrund von Doping aberkannt

### Weltmeisterschaften
- 1986: Goldmedaille im Bantamgewicht

### Europameisterschaften
- 1988: Goldmedaille im Bantamgewicht
- 1987: Goldmedaille im Bantamgewicht
- 1986: Bronzemedaille im Bantamgewicht